# 戊肝病毒目
戊肝病毒目（学名：Hepelivirales）为阿爾法超群病毒綱的一个目。

## 下级分类
本目包括以下科：
- 阿尔法四体病毒科 Alphatetraviridae
- 甜菜坏死黄脉病毒科 Benyviridae
- 戊型肝炎病毒科 Hepeviridae
- 风疹病毒科 Matonaviridae